# Bob na Zimskih olimpijskih igrah 1998
Tekme v bobu na Zimskih olimpijskih igrah 1998 so se odvijale na progi, imenovani »spirala« v vasi Iizuna blizu Nagana.

### Štirised
Kvalifikacije so potekale 20. ter finale 21. februarja.
| Medalja | Ekipa                                                                          | Čas     |
| Zlato   | Nemčija II (Christoph Langen, Markus Zimmermann, Marco Jakobs, Olaf Hampel)    | 2:39.41 |
| Srebro  | Švica I (Marcel Rohner, Markus Nüssli, Markus Wasser, Beat Seitz)              | 2:40:01 |
| Bron    | Združeno kraljestvo I (Sean Olsson, Dean Ward, Courtney Rumbolt, Paul Attwood) | 2:40.06 |
| Bron    | Francija I (Bruno Mingeon, Emanuel Hostache, Eric le Chanony, Max Robert)      | 2:40.06 |

### Dvosed
Kvalifikacije so potekale 14. ter finale 15. februarja.
| Medalja | Tekmovalca                                      | Čas     |
| Zlato   | Italija I (Günther Huber, Antonio Tartaglia)    | 3:37.24 |
| Zlato   | Kanada I (Pierre Lueders, David MacEachern)     | 3:37.24 |
| Bron    | Nemčija I (Christoph Langen, Markus Zimmermann) | 3:37.89 |